# El Tabasqueño

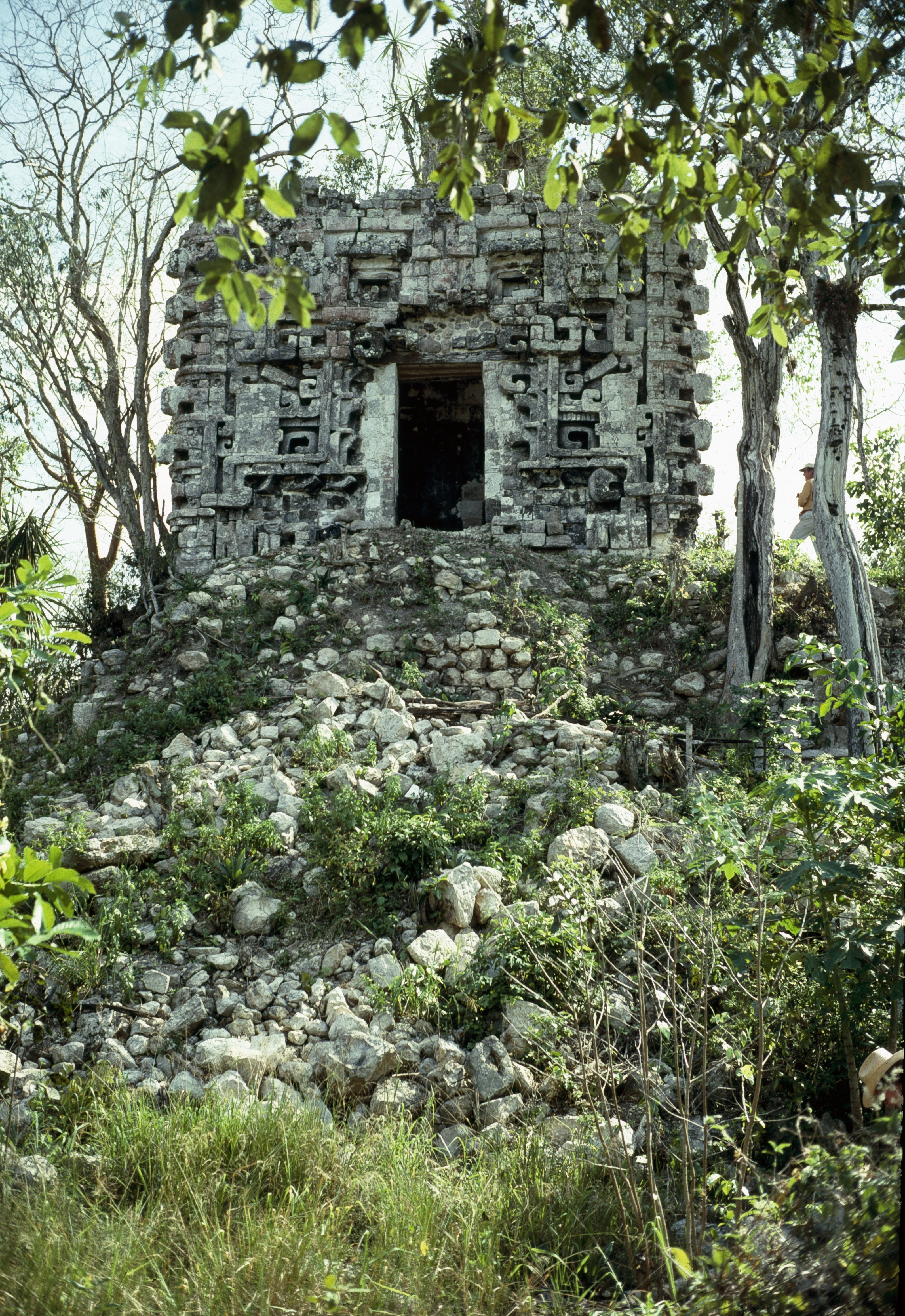
Hauptgebäude vor dem Hurrikan

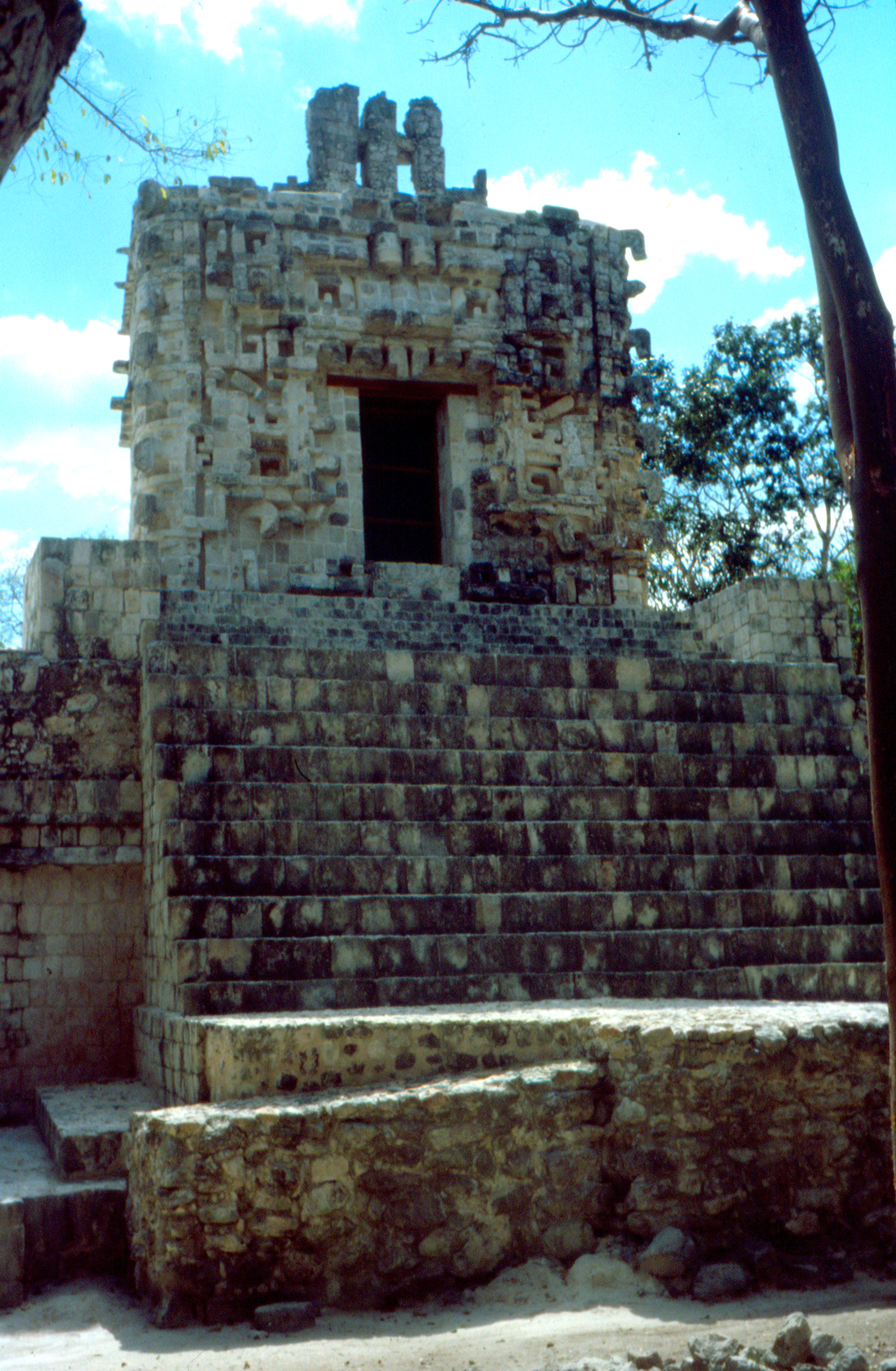
Hauptgebäude nach Wiederherstellung

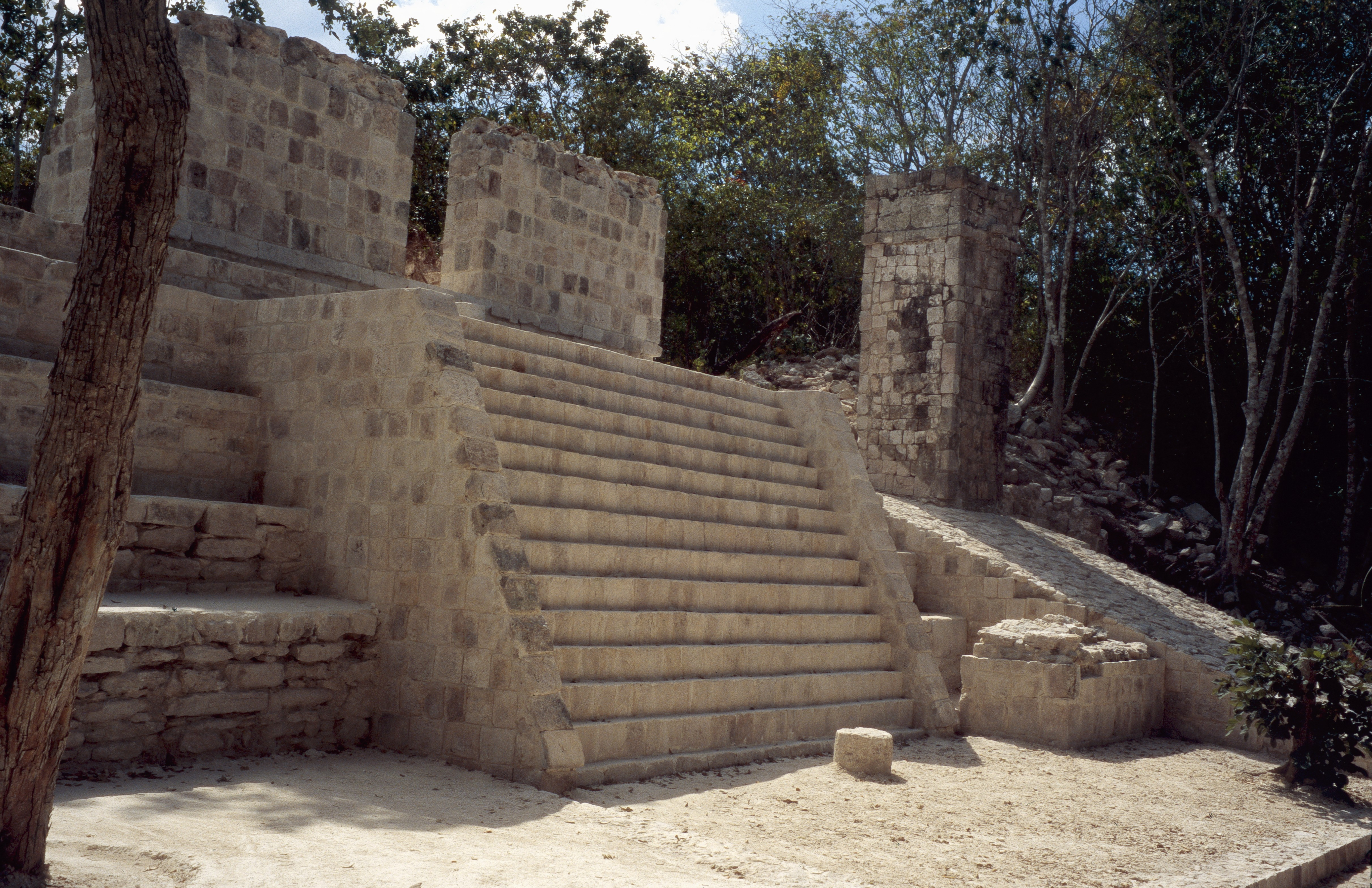
Rampe mit gemauertem Pfeiler

El Tabasqueño ist eine kleine Ruinenstätte der Maya in Mexiko. Sie befindet sich auf der Halbinsel Yucatán im Bundesstaat Campeche, 28 Kilometer südsüdöstlich von Hopelchén in der Nähe des Dorfes Pakchen. Der Name ist abgeleitet von dem aus Tabasco stammenden früheren Besitzer eines kleinen gleichnamigen, längst verschwundenen  Rancho, auf dessen Gelände die Ruinen liegen.

## Forschungsgeschichte
Als Erster hat Teobert Maler 1887 die Ruinenstätte besucht und ausführlich beschrieben und mit Fotografien illustriert. Eduard Seler stützte sich in seiner Studie über die Schlangenmaulportale ausschließlich auf Maler. Auch die Angaben  von Harry E. D. Pollock aus dem Jahr 1936 sind eher knapp. Die schwere Beschädigung durch den Hurrikan Gilbert am 14. September 1988 wurde durch Antonio Benavides Castillo repariert. Seit 2004 fanden Grabungen und Restaurierungen größeren Umfanges statt.

## Hauptgebäude
Tatsächlich handelt es sich bei dem zentralen Gebäude von Tabasqueño um ein Gebäude, das aus einer Reihe nebeneinander liegender Räume besteht, in deren Mitte sich auf einem pyramidenartigen Unterbau der eigentliche Tempel aus zwei Räumen erhebt. Wie auch etwa in Dzibilnocac, liegen unter dem Tempel, teilweise unter der dem Eingang vorgelagerten kleinen Plattform, zwei kleine Kammern, die von den nächstgelegenen Räumen zugänglich sind. Hinter den Räumen nahe der Mitte befindet sich jeweils ein weiterer Raum, sodass das erste Stockwerk sechs Räume und zwei Kammern umfasst. Die Fassade der Räume zeigt am rechten Bauteil ein in Stuck ausgeführtes Relief von zwei liegenden Gestalten. Sie scheinen Hände zu ergreifen, die aus einem kleinen Häuschen herausgestreckt werden. Die Bedeutung liegt völlig im Dunkeln. Das Tempelgebäude zeigt auf der noch erhaltenen nördlichen, dem davor liegenden großen Platz zugewandten, Seite ein Schlangenmaulportal. Die Ecken weisen Kaskaden von Masken des Regengottes Chaak auf. Auf dem Dach des Gebäudes ruht, über der Trennwand zwischen den beiden Räumen, ein nur noch teilweise erhaltener Dachkamm. Der hintere, nach Süden gerichtete Raum ist zerstört.

## Der massive Pfeiler
Südöstlich des Tempelpalastes befinden sich einige Bauten, die rekonstruiert wurden. Bemerkenswert ist eine steile und hohe Rampe, in deren Mitte ein massiver gemauerter Pfeiler mit quadratischem Grundriss steht.

## Tourismus
Die archäologische Stätte ist für den Tourismus geöffnet. Zufahrt zu einem Parkplatz am Fuß des Hügels von der Straße nach Dzibalchen rund 4 Kilometer nach dem Dorf Pakchen nach rechts. Vom Parkplatz Aufstieg ca. 20 Minuten. In der Nähe der Ruinen befindet sich eine ökologische (wasserlose) Toilette.